# Nyctyornis
Nyctyornis es un género de aves coraciformes perteneciente a la familia Meropidae. Se encuentran en el sur y sudoeste de Asia.

## Especies
Contiene las siguientes especies:
- Nyctyornis amictus - abejaruco barbirrojo;
- Nyctyornis athertoni - abejaruco barbiazul.